# Nergis Mavalvala
Nergis Mavalvala (ur. 1968 w Lahore) – pakistańsko-amerykańska astrofizyczka znana z udziału w pierwszej obserwacji fal grawitacyjnych. Jest profesorem astrofizyki w Massachusetts Institute of Technology (MIT), gdzie jest również dziekanem School of Science. Wcześniej była zastępczynią dyrektora Wydziału Fizyki. W 2010 otrzymała nagrodę MacArthur Fellowship.
Mavalvala jest najbardziej znana z pracy nad wykrywaniem fal grawitacyjnych w projekcie Laser Interferometer Gravitational-Wave Observatory (LIGO), ale osiągnęła również wybitne wyniki w badaniu innych problemów fizycznych, które wyewoluowały z LIGO, np. przeprowadziła pionierskie eksperymenty dotyczące laserowego chłodzenia obiektów makroskopowych oraz generowania ściśniętych kwantowych stanów światła.

## Życiorys
Urodziła się w Lahore, ale wychowała się głównie w Karaczi w Pakistanie. Uczyła się w klasztorze Jezusa i Maryi w Karaczi, gdzie uzyskała kwalifikacje na poziomie O-Level i A-Level. W 1986 wyjechała się do Stanów Zjednoczonych i zapisała się do Wellesley College, gdzie w 1990 uzyskała tytuł licencjata z fizyki i astronomii. Przed ukończeniem studiów Mavalvala i jej profesor fizyki Robert Berg napisali wspólnie artykuł w „Physical Review B: Condensed Matter”. Pomogła też założyć jego laboratorium. Następnie dołączyła do grupy Rainera Weissa na wydziale fizyki MIT i w 1997 uzyskała tytuł doktora.
Mavalvala była młodszym z dwojga dzieci. Jej rodzice wysoko cenili doświadczenia edukacyjne swoich córek i zachęcali Mavalvalę do podjęcia studiów wyższych za granicą. Została wychowana w rodzinie Parsów, a co za tym idzie, w wierze zaratusztriańskiej. Zawsze interesowała się matematyką i naukami ścisłymi, a wszelka praca przychodziła jej z łatwością. W czasie jej edukacji w liceum została zatrudniona jako nauczyciel zastępczy do nauczania matematyki w ósmej klasie. Po przeprowadzce do Stanów Zjednoczonych i podjęciu studiów na Massachusetts Institute of Technology, Mavalvala jako queer kobieta zaczęła rozwijać zainteresowania jako orędowniczka łamania stereotypów. Jest miłośniczką sportu i przez całe życie rozwinęła głęboki szacunek dla roli porażki i wytrwałości na drodze do sukcesu. Ta wiedza przydała się jej, gdy zaczęła studia na MIT. Jako studentka astrofizyki nie zdała za pierwszym razem egzaminu doktorskiego. Przy ponownej próbie znowu zawiodła, jednak zamiast rezygnować z pracy, starała się doskonalić, rozwijać i uczyć na błędach, aż w końcu uzyskała tytuł doktora w 1997.
Mavalvala i jej partnerka mają dwoje dzieci i mieszkają w Cambridge w stanie Massachusetts w Stanach Zjednoczonych. Będąc otwarcie lesbijką i Pakistanką, Mavalvala jest często postrzegana jako wzór do naśladowania dla aspirujących kobiet naukowców wywodzących się z subkontynentu indyjskiego.

## Kariera
Jako doktorantka w MIT prowadziła badania pod opieką Reinera Weissa. Właśnie wtedy opracowała prototypowy interferometr laserowy do wykrywania fal grawitacyjnych. Po ukończeniu studiów doktoranckich zaczęła pracować naukowo na California Institute of Technology. Na początku badała mikrofalowe promieniowanie tła, zaś później zaangażowała się w projekt LIGO. Mavalvala specjalizuje się głównie w dwóch dziedzinach fizyki: astrofizyce fal grawitacyjnych oraz pomiarach kwantowych. W 2002 dołączyła do Wydziału Fizyki MIT, a w 2017 została powołana do National Academy of Sciences.

### Detekcja fal grawitacyjnych
Należała do zespołu, który po raz pierwszy zaobserwował zmarszczki w czasoprzestrzeni, zwane falami grawitacyjnymi. Brała udział w tych badaniach od 1991, zaś ich wyniki zostały opublikowane 11 lutego 2016. Wykrycie fal grawitacyjnych potwierdziło ważną prognozę ogólnej teorii względności Alberta Einsteina z 1915. W trakcie rozmowy z prasą stwierdziła, że naprawdę jesteśmy świadkami pojawienia się nowego narzędzia do uprawiania astronomii.
Po ogłoszeniu wyników obserwacji momentalnie stała się naukowczynią-celebrytką w Pakistanie, gdzie się urodziła. W trakcie wywiadu dla pakistańskich mediów stwierdziła, że zaskoczyło ją duże zainteresowanie jej badaniami w tym kraju. Powiedziała: Zastanawiałam się nad tym, co bym chciała, żeby mieszkańcy Pakistanu wiedzieli, skoro zyskałam ich uwagę. Każdy powinien mieć możliwość odniesienia sukces, bez względu na to czy jest się kobietą, gejem, czy należy się do mniejszości religijnej. To nie ma znaczenia. W swoim oświadczeniu Premier Pakistanu, Nawaz Sharif, pochwalił Nergis, mówiąc, że jest ona źródłem inspiracji dla pakistańskich naukowców i naukowczyń oraz uczniów i uczennic aspirujących do podjęcia tej pracy. Stwierdził również, że cały naród jest dumny z jej cennego wkładu.
20 lutego 2016 Ambasador Pakistanu w USA, Jalil Abbas Jilani, przekazał Mavalvali gratulacje od rządu Pakistanu za jej wybitne osiągnięcia w dziedzinie astrofizyki. Zaprosił ją również do ponownego odwiedzenia kraju, na co Nergis się zgodziła.

### Chłodzenie laserowe
Optyczne chłodzenie zwierciadeł do prawie zera absolutnego pomaga wyeliminować szumy pomiarowe spowodowane drganiami termicznymi. Część pracy Mavalvali skupiała się właśnie, na udoskonalaniu metod laserowego chłodzenia, w celu późniejszego zastosowania ich do optycznego chłodzenia i wychwytywania coraz bardziej masywnych obiektów. Badania te prowadziła dla LIGO oraz w innych celach, takich jak umożliwienie obserwacji zjawisk kwantowych w obiektach makroskopowych. Do najważniejszych wyników badań jej grupy należało schłodzenie obiektu o skali centymetrowej do 0,8 kelwinów oraz zaobserwowanie wahadła ważącego 2,7 kilograma prawie w jego stanie podstawowym. Te eksperymenty stanowią fundament obserwacji zjawisk kwantowych w obiektach wielkości człowieka.

### Kwantowe stany światła
Mavalvala pracowała również nad rozwojem egzotycznych kwantowych stanów światła, a w szczególności nad generowaniem światła w stanach spójnie ściśniętych. Wprowadzając takie stany do interferometru Michelsona w skali kilometrowej detektorów LIGO, jej grupa znacznie poprawiła czułość detektora poprzez redukcję szumu kwantowego; takie stany ściśnięte mają również wiele innych zastosowań w fizyce doświadczalnej.

## Nagrody i uznanie
- 2017:
  - Nagroda Technologiczna przyznawana przez Wyższą Szkołę Informatyki Information Technology University[27][28]
  - The Carnegie Corporation of New York uhonorowała Mavalvala jako jednego z laureatów nagrody Great Immigrants. Nagrody te przyznawane są naturalizowanym obywatelom, którzy wnieśli znaczący wkład w postęp społeczeństwa amerykańskiego[29]
- 2016:
  - Nagroda Grubera w dziedzinie kosmologii Gruber Prize in Cosmology[30]
  - Specjalna Nagroda za Przełom w Fizyce Fundamentalnej Breakthrough Prize in Fundamental Physics[31]
- 2014:
  - NOGLSTP uznało Mavalvale za najlepszego Naukowca roku ze środowiska LGBTQ[32]
  - OSA Fellow[33]
- 2013: Nagroda Josepha F. Keithleya za postępy w dziedzinie metrologii przyznawaną przez amerykańskie stowarzyszenie fizyki Joseph F. Keithley Award For Advances in Measurement Science[34]
- 2010:
  - Nagroda MacArthur Fellow[35]
  - Nagroda Amerykańskiego Towarzystwa Fizycznego[36]
- 2007: Nagroda Edgertona za osiągnięcia w pracy na wydziale w MIT[37]
- 2005: Stypendium badawcze Sloana (Sloan Research Fellowship)[38]
- 1990: Nagroda Phyllis Fleming za doskonałość w dziedzinie fizyki[39]